# El Tránsito (comuna)
El Tránsito fue una de las comunas que integró el antiguo departamento de Vallenar, en la provincia de Atacama.
En 1907, de acuerdo al censo de ese año, la comuna tenía una población de 4210 habitantes. Su territorio fue organizado por decreto del 22 de diciembre de 1891, a partir del territorio de las Subdelegaciones 7.° El Tránsito, 8.° La Pampa y 10.° La Jarilla.

## Historia
La comuna fue creada por decreto del 22 de diciembre de 1891, con el territorio de las Subdelegaciones 7.° El Tránsito, 8.° La Pampa y 10.° La Jarilla.
La comuna de El Tránsito fue suprimida a contar del 1 de junio de 1931 por Decreto con Fuerza de Ley N.º 321 del 20 de mayo de 1931, que la anexó a la comuna de Vallenar.